# Kelly Scholz
Kelly Scholz (* 1. Oktober 1994) ist eine deutsche Fußballspielerin. Sie ist seit dem 22. Februar 2022 Vertragsspielerin des FC Bergheim.

## Karriere
Scholz gehörte zunächst von 2015 bis 2017 dem  österreichischen Heeres SV Wals an und wurde vom 6. September 2015 bis zum 6. November 2016 in 15 Punktspielen in der 2. Liga Mitte/West eingesetzt. Ihr Pflichtspieldebüt am dritten Spieltag war nicht von Erfolg gekrönt; das Auswärtsspiel gegen den FFC Vorderland wurde mit 1:4 verloren; ihr 15. und letztes hingegen am 6. November 2016 im Auswärtsspiel gegen die Spielgemeinschaft Flo-Soccer Linz / Wolfern mit 4:1 gewonnen. Ihr einziges Tor erzielte sie am 4. Oktober 2015 (6. Spieltag) beim 2:0-Sieg im Heimspiel gegen den FC Wacker Innsbruck II mit dem Treffer zur 1:0-Führung in der 42. Minute.
Nach Deutschland gelangt, war sie von 2017 bis 2019 Spielerin der DJK Traunstein und kam in der Bezirksoberliga Oberbayern zu Punktspielen.
Danach erfolgte der Vereinswechsel zum TSV Eching, für den sie mit elf Toren in sieben Punktspielen in der Kreisliga 04 Donau/Isar zum Aufstieg in die  Bezirksliga 02 Oberbayern beitrug, wie auch mit 16 Toren in zwölf Punktspielen zum Aufstieg in die Bezirksoberliga Oberbayern. In dieser Spielklasse wurde sie in sieben Saisonspielen eingesetzt, in denen ihr neun Tore gelangen; ihr letztes Pflichtspiel für den Verein bestritt sie am 7. November 2021 (9. Spieltag) beim 2:1-Sieg im Heimspiel gegen den DJK Otting.
Wegen interner Unstimmigkeiten im Verein, verließ sie im Februar 2022 gemeinsam mit Torhüterin Katharina Prummer den Verein.
Noch im selben Monat begab sie sich nach Österreich, da sie vom Bundesligisten FC Bergheim für die Rückrunde der Saison 2021/22 verpflichtet wurde. Ihr Pflichtspieldebüt in der Bundesliga gab sie am 12. März 2022 (10. Spieltag) bei der 0:3-Niederlage im Heimspiel gegen den Spielklassenneuling First Vienna FC als Einwechselspielerin für Lisa Lausenhammer ab der 65. Minute. Es folgte ein weiterer Einsatz am 12. Spieltag, ein Pokalspiel sowie zwei Punktspiele für die Zweitvertretung in der Future League. In der Folgesaison bestritt sie zwei weitere Bundesligaspiele und zehn Punktspiele in der Future League, in denen sie drei Tore erzielte. Am Saisonende 2023/24 kam sie 16 Mal in der Bundesliga zum Einsatz, in der ihr drei Tore gelangen. Am 5. und 12. Oktober 2024 kam sie für die weibliche U20-Mannschaft des FC Red Bull Salzburg in zwei Punktspielen in der Future League zum Einsatz.

## Erfolge
- Aufstieg in die Bezirksliga 2019 und Bezirksoberliga Oberbayern 2021 (mit dem TSV Eching)